# Uran-Thorium-Datierung
Die Uran-Thorium-Datierung, auch uranium-series dating oder Uran-Thorium-Untersuchung, ist eine spezielle Form der radiometrischen Datierung. Sie basiert auf dem radioaktiven Zerfall von Uran-Isotopen, die sich beim Zerfall in Thorium (230Th) umwandeln. Während das Ausgangsmaterial wasserlöslich ist, ist es das Endprodukt nicht. So kann z. B. als Verbindung in Wasser gelöstes 238U und 235U in Höhlen eindringen und dort im Kalk der Sinterablagerungen oder Stalagmiten gebunden werden, die zum Zeitpunkt ihrer Bildung keine Uran-Zerfallsprodukte enthielten. Die radioaktive Uhr beginnt mit der Einlagerung zu laufen, und durch Messung der Ausgangs- und Zerfallsisotope kann das Alter der Kalkbildung bestimmt werden. Mit dieser Datierungsmethode lässt sich das Alter von bis zu gut 500.000 Jahre alten Proben bestimmen.